# كالفن اندرو
كالفن اندرو (بالإنجليزية: Calvin Andrew)‏ (19 ديسمبر 1986 بلوتن في المملكة المتحدة - ) هو لاعب كرة قدم بريطاني في مركز الهجوم. لعب مع برايتون أند هوف ألبيون وبورت فايل وسويندون تاون وغريمسبي تاون وكريستال بالاس ونادي بريستول سيتي ونادي لوتون تاون ونادي ميلوول ونادي يورك سيتي ونادي مانسفيلد تاون ونادي ليتون أورينت ونادي روتشديل.

## وصلات خارجية
- كالفن اندرو على موقع قاعدة بيانات كرة القدم.إي يو (الإنجليزية)
- كالفن اندرو على موقع Soccerbase.com (لاعب) (الإنجليزية)
- كالفن اندرو على موقع Soccerway.com (الإنجليزية)